# Antwerp FC in het seizoen 2010/11
Dit artikel beschrijft de prestaties van de Belgische voetbalclub Antwerp FC in het seizoen 2010-11. De club trad in dit seizoen aan in de tweede klasse van het Belgisch voetbal.

## Spelerskern 2010-11
| No.           | Naam                  | Nationaliteit | Geboortedatum     |
| ------------- | --------------------- | ------------- | ----------------- |
| Keepers       |                       |               |                   |
| 1             | Kevin Wauthy          | België        | 25 augustus 1983  |
| 31            | Jeroen Hofmans        | België        | 23 oktober 1993   |
| 61            | Ferhat Kaya           | België        | 11 maart 1986     |
| Verdedigers   |                       |               |                   |
| 2             | Thomas Phibel         | Frankrijk     | 21 mei 1986       |
| 3             | Jasper Vermeerbergen  | België        | 8 januari 1988    |
| 4             | Bart Van Zundert      | België        | 30 november 1980  |
| 5             | Stijn Laenen          | België        | 26 maart 1991     |
| 15            | Thomas De Corte       | België        | 31 maart 1988     |
| 20            | Jef Vogels            | België        | 3 januari 1991    |
| 29            | Sam van den Broek     | België        | 9 februari 1992   |
| 43            | Marvin Peersman       | België        | 10 februari 1991  |
| Middenvelders |                       |               |                   |
| 7             | Kevin Baert           | België        | 19 november 1986  |
| 8             | Benjamin Lambot       | België        | 2 mei 1987        |
| 27            | Franky Pelgrims       | België        | 30 mei 1990       |
| 22            | Emmerik De Vriese     | België        | 14 februari 1985  |
| 23            | Alexandre Di Gregorio | België        | 2 december 1980   |
| 25            | Washilly Tshibasu     | België        | 25 februari 1990  |
| 28            | Kerem Zevne           | België        | 16 januari 1990   |
| ??            | Jeroen Verbruggen     | België        | 14 april 1992     |
| ??            | Giovanni Fedorow      | Frankrijk     | 28 januari 1983   |
| Aanvallers    |                       |               |                   |
| 9             | Darko Pivaljević      | Servië        | 18 februari 1975  |
| 10            | Kevin Oris            | België        | 6 december 1984   |
| 11            | Saïd Abbou            | België        | 22 maart 1989     |
| 16            | Stavros Glouftsis     | Griekenland   | 20 oktober 1981   |
| 17            | Mike Van der Linden   | België        | 19 oktober 1991   |
| 18            | Audry Diansangu       | België        | 25 september 1991 |
| 19            | Yens Peeters          | België        | 25 juli 1991      |
| 24            | Yannick Put           | België        | 7 mei 1991        |
| 30            | Niels Martin          | België        | 20 juni 1991      |

### Technische staf
| Functie         | Naam              | Nationaliteit |
| --------------- | ----------------- | ------------- |
| Coach           | Bart De Roover    | België        |
| Assistent-Coach | Norbert Gadisseur | België        |
| Keeper-Trainer  | Aleksander Klak   | Polen         |

## Bijkomende (match-)informatie

### Topschutters competitie
Bijgewerkt op 21 mei 2011.
| Naam                  | Nationaliteit | Goal |
| --------------------- | ------------- | ---- |
| Kevin Oris            | België        | 21   |
| Emmerik De Vriese     | België        | 9    |
| Alexandre Di Gregorio | België        | 5    |
| Stavros Glouftsis     | Griekenland   | 5    |
| Darko Pivaljević      | Servië        | 4    |
| Zevne Kerem           | België        | 4    |

### Man van de Match/Cyberspeler 2010-2011(incl. bekerwedstrijden)
Bijgewerkt t.e.m. laatste wedstrijd 2011.
| Naam                  | Pos. | Aantal stemmen |
| --------------------- | ---- | -------------- |
| Kevin Oris            | Aan  | 3159 stemmen   |
| Jef Vogels            | Ver  | 2719 stemmen   |
| Emmerik De Vriese     | Aan  | 2635 stemmen   |
| Alexandre Di Gregorio | Mid  | 2257 stemmen   |
| Kerem Zevne           | Mid  | 1303 stemmen   |

Bron: RAFC.be

## Transfers 2010-11
| - Saïd Abbou (KV Mechelen) - Thomas De Corte (K Lierse SK) - Alexandre Di Gregorio (RKC Waalwijk) - Marvin Peersman (KSK Beveren) - Ahmed Sababti (KSK Schoten FC) - Washilly Tshibasu ([Moeskroen) - Mike Van der Linden (Cappellen FC) - Bart Van Zundert (FCV Dender EH) - Jasper Vermeerbergen (KSK Beveren) - Kerem Zevne (MVV) - Ferhat Kaya (KFC Racing Mol-Wezel) - Stavros Glouftsis (Rupel Boom FC) - Giovanni Fedorow (KMSK Deinze) Doorstroming van eigen jeugdspelers - Yens Peeters - Stijn Laenen - Sam van den Broek - Jeroen Verbruggen | - Ben Algoet (Cappellen FC) - Bart De Corte (Cappellen FC) - Emmanuel Kenmogne (Olympiakos Nicosia) - Matthias Trenson (Enosis Neon Paralimni) - Spencer Verbiest (KV RS Waasland - SK Beveren) - Icham El Messaoudi (Onbekend) - Vincent Van Trier (Onbekend) - Bas Vervaeke (Standaard Wetteren) - Marco Gbarssin (Carlisle United) - Ransford Addo (AEP Paphos F.C.) - Tibor Tisza (STVV) - Ray Fränkel (FC Lisse) - Zarko Jelicic (KV RS Waasland - SK Beveren) - Ahmed Sababti (Futsal Chase Antwerpen) |

## Vriendschappelijke wedstrijden
|                     |                              |                  |                                                                                       |                                                                 |
| 25 juni 2010 19.00u | KFC Berendrecht Sport (P.IV) | 2 - 9            | Antwerp FC                                                                            | Monnikenhofstraat Toeschouwers: 702 Scheidsrechter: Luc Bosmans |
| 25 juni 2010 19.00u | 48' ??? 83' ???              | Wedstrijdverslag | 9', 35', 41', 54', 63' Kevin Oris 31' Yannick Put 67' Kerem Zevne 73', 81' Saïd Abbou | Monnikenhofstraat Toeschouwers: 702 Scheidsrechter: Luc Bosmans |

|                     |                 |                  |                        |                                                                  |
| 18 juli 2010 16.00u | Antwerp FC      | 1 - 0            | Germinal Beerschot (I) | Bosuilstadion Toeschouwers: 12.256 Scheidsrechter: Johan Verbist |
| 18 juli 2010 16.00u | 27' Yannick Put | Wedstrijdverslag |                        | Bosuilstadion Toeschouwers: 12.256 Scheidsrechter: Johan Verbist |

|                     |                     |                  |                                                                           |                                                             |
| 21 juli 2010 16.00u | KFC Schoten SK (IV) | 0 - 4            | Antwerp FC                                                                | Gemeentepark Toeschouwers: 975 Scheidsrechter: Bart Jennart |
| 21 juli 2010 16.00u |                     | Wedstrijdverslag | 35' Alexandre Di Gregorio 44' Kerem Zevne 63' Kevin Oris 88' Niels Martin | Gemeentepark Toeschouwers: 975 Scheidsrechter: Bart Jennart |

|                     |                      |                  | |                                                             |
| 22 juli 2010 19.00u | KFC Horendonk (P.IV) | 1 - 8            | Antwerp FC | Uylenberg Toeschouwers: 750 Scheidsrechter: Kenny Vertommen |
| 22 juli 2010 19.00u | 89' Ameri Toeqh      | Wedstrijdverslag | 19' Sidy Ceesay 43' Giovanni Fedorow 66' Mike Van der Linden 68' Audry Diansangu 74' Washilly Tshibasu 80', 82', 86' Saïd Abbou | Uylenberg Toeschouwers: 750 Scheidsrechter: Kenny Vertommen |

|                     |                             |                  |                                                                  |                                                                            |
| 24 juli 2010 19.00u | KFC Lentezon Beerse (P.III) | 0 - 3            | Antwerp FC                                                       | Gemeentelijk Sportcomplex Toeschouwers: 850 Scheidsrechter: Paul Gorremans |
| 24 juli 2010 19.00u |                             | Wedstrijdverslag | 49' Saïd Abbou 51' Stavros Glouftsis 83' Giovanni Fedorow (Pen.) | Gemeentelijk Sportcomplex Toeschouwers: 850 Scheidsrechter: Paul Gorremans |

|                     |                   |                  |            |                                                               |
| 25 juli 2010 19.00u | Antonia FC (P.II) | 1 - 2            | Antwerp FC | Bethaniëlei Toeschouwers: 750 Scheidsrechter: Dave Van Duppen |
| 25 juli 2010 19.00u | Jorg Depooter     | Wedstrijdverslag | Kevin Oris | Bethaniëlei Toeschouwers: 750 Scheidsrechter: Dave Van Duppen |

|                     |                    |                  |                                    |                                                                           |
| 27 juli 2010 19.30u | Berchem Sport (IV) | 0 - 2            | Antwerp FC                         | Ludo Coeckstadion Toeschouwers: 1.250 Scheidsrechter: Dirk Schoenmaeckers |
| 27 juli 2010 19.30u |                    | Wedstrijdverslag | 71' Kevin Oris 86' Audry Diansangu | Ludo Coeckstadion Toeschouwers: 1.250 Scheidsrechter: Dirk Schoenmaeckers |

|                     |                    |                  |                       |                                                                          |
| 31 juli 2010 19.00u | Cappellen FC (III) | 0 - 1            | Antwerp FC            | Stadion Jos Van Wellen Toeschouwers: 1.500 Scheidsrechter: Sharon Sluyts |
| 31 juli 2010 19.00u |                    | Wedstrijdverslag | 13' Emmerik De Vriese | Stadion Jos Van Wellen Toeschouwers: 1.500 Scheidsrechter: Sharon Sluyts |

|                        |                |                  |                                                                               |                                                               |
| 3 augustus 2010 19.30u | K. Wijnegem VC | 0 - 7            | Antwerp FC                                                                    | Kasteellei Toeschouwers: 1.010 Scheidsrechter: Daniël Bosmans |
| 3 augustus 2010 19.30u |                | Wedstrijdverslag | 19', 23', 59' Stavros Glouftsis 63' Bart Van Zundert 81', 87', 88' Kevin Oris | Kasteellei Toeschouwers: 1.010 Scheidsrechter: Daniël Bosmans |

|                        |                                 |                  |                |                                                         |
| 7 augustus 2010 16.00u | Inverness Caledonian Thistle FC | 1 - 1            | Antwerp FC     | Tulloch Caledonian Stadium Scheidsrechter: Bobby Madden |
| 7 augustus 2010 16.00u | 69' Richie Foran (Pen.)         | Wedstrijdverslag | 58' Kevin Oris | Tulloch Caledonian Stadium Scheidsrechter: Bobby Madden |

|                         |                          |                  |                                   |                                                                      |
| 10 augustus 2010 19.00u | KSK 's Gravenwezel (P.I) | 1 - 2            | Antwerp FC                        | Wijnegemsteenweg Toeschouwers: 650 Scheidsrechter: Jean-Claude Huens |
| 10 augustus 2010 19.00u | 39' Thomas Dons          | Wedstrijdverslag | 75' Thomas Phibel 86' Kerem Zevne | Wijnegemsteenweg Toeschouwers: 650 Scheidsrechter: Jean-Claude Huens |

|                          |                          |                  |                           |                                                                 |
| 29 september 2010 19.00u | Groothertogdom Luxemburg | 1 - 1            | Antwerp FC                | Stade Communal Toeschouwers: 452 Scheidsrechter: Abby Toussaint |
| 29 september 2010 19.00u | 63' Charles Leweck       | Wedstrijdverslag | 77' Alexandre Di Gregorio | Stade Communal Toeschouwers: 452 Scheidsrechter: Abby Toussaint |

|                   |                        |                  |                                                        |                                                                      |
| 3 mei 2011 19.00u | K. Wuustwezel FC (P.I) | 2 - 3            | Antwerp FC                                             | Gemeentelijk Sportpark Toeschouwers: 350 Scheidsrechter: Ruben Wuyts |
| 3 mei 2011 19.00u | 4', 67' Ray Mensah     | Wedstrijdverslag | 34' Emmerik De Vriese 76' Niels Martin 87' Yannick Put | Gemeentelijk Sportpark Toeschouwers: 350 Scheidsrechter: Ruben Wuyts |

|                   | |                  |                                                              |                                                               |
| 7 mei 2011 17.30u | Antwerp FC                                                                                                 | 7 - 3            | King Darko B.V's                                             | Bosuilstadion Toeschouwers: 4.100 Scheidsrechter: Jean Gernay |
| 7 mei 2011 17.30u | 9' Bimbo Fatokun 16' Darko Pivaljevic 17' Sandro da Silva 27', 36' Darko Pivaljevic 58', 60' Patrick Goots | Wedstrijdverslag | 11' Francis Severeyns 46' Louis Talpe 68' Matthijs Scheepers | Bosuilstadion Toeschouwers: 4.100 Scheidsrechter: Jean Gernay |

|                     |                       |                  | |                                                                  |
| 10 juni 2011 19.30u | KFC Berendrecht Sport | 1 - 7            | Antwerp FC | Monnikenhofstraat Toeschouwers: 650 Scheidsrechter: Bart Broeckx |
| 10 juni 2011 19.30u | 50' Frank Stuyck      | Wedstrijdverslag | 11', 23' Eric Ndizeye 25' Kevin Oris 46', 57' Vakamon Kromah 75' Yannick Put 77' Sammuel de Almeida Seyo Cardoso | Monnikenhofstraat Toeschouwers: 650 Scheidsrechter: Bart Broeckx |

|                     |                    |                  | |                                                                  |
| 17 juni 2011 19.30u | K.Merksem.SC (P.I) | 0 - 6            | Antwerp FC                                                                                               | Jef Mermansstadion Toeschouwers: 600 Scheidsrechter: Jan Deboeck |
| 17 juni 2011 19.30u |                    | Wedstrijdverslag | 38' Sylvain Berton 43' Kevin Oris 55' Kevin Baert 71' Yens Peeters 75' Nikola Jakimovski 88' Kevin Baert | Jef Mermansstadion Toeschouwers: 600 Scheidsrechter: Jan Deboeck |

## Beker van België 2010-11
|                         |                                          |                  |                     |                                                                  |
| 14 augustus 2010 20.00u | Antwerp FC                               | 1 - 0            | RUS Givry           | Bosuilstadion Toeschouwers: 2.006 Scheidsrechter: Karim Saadouni |
| 14 augustus 2010 20.00u | 38' Alexandre Di Gregorio 52' Kevin Oris | Wedstrijdverslag | 41' Germain Marloye | Bosuilstadion Toeschouwers: 2.006 Scheidsrechter: Karim Saadouni |

|                          |                               |                  |                                                                                  |                                                               |
| 22 september 2010 20.00u | Lutlommel VV                  | 2-3              | Antwerp FC                                                                       | Stedelijk Sportstadion (Lommel) Scheidsrechter: Miguel Garcia |
| 22 september 2010 20.00u | 2' Kenny Put 31' Kevin Somers | Wedstrijdverslag | 28' Alexandre Di Gregorio (Pen.) 42' Kevin Oris 71' Alexandre Di Gregorio (Pen.) | Stedelijk Sportstadion (Lommel) Scheidsrechter: Miguel Garcia |

|                        |                                 |                  |                       |                                                                            |
| 27 oktober 2010 20.45u | Standard Luik                   | 2-1              | Antwerp FC            | Stade Maurice Dufrasne Toeschouwers: 7.990 Scheidsrechter: Christof Virant |
| 27 oktober 2010 20.45u | 44' Daniël Opare 56' Aloys Nong | Wedstrijdverslag | 20' Emmerik De Vriese | Stade Maurice Dufrasne Toeschouwers: 7.990 Scheidsrechter: Christof Virant |

## Exqi League 2010-11
|                         |                  |                  |                                |                                                                    |
| 18 augustus 2010 20.00u | AFC Tubeke       | 1 - 2            | Antwerp FC                     | Stade Leburton Toeschouwers: 2.007 Scheidsrechter: Stephane Gleton |
| 18 augustus 2010 20.00u | 26' Pietro Daddi | Wedstrijdverslag | 62' Kevin Oris 64' Kerem Zevne | Stade Leburton Toeschouwers: 2.007 Scheidsrechter: Stephane Gleton |

|                         |                                |                  |                   |                                                                   |
| 25 augustus 2010 20.00u | Antwerp FC                     | 2 - 1            | Rupel Boom FC     | Bosuilstadion Toeschouwers: 5.750 Scheidsrechter: Philippe Vinche |
| 25 augustus 2010 20.00u | 38' Kevin Oris 44' Kerem Zevne | Wedstrijdverslag | 9' Jerry Poorters | Bosuilstadion Toeschouwers: 5.750 Scheidsrechter: Philippe Vinche |

|                         |                                              |                  |                                |                                                                           |
| 28 augustus 2010 20.00u | KV Turnhout                                  | 2 - 2            | Antwerp FC                     | Stadsparkstadion Toeschouwers: 2.786 Scheidsrechter: Sébastien Delferière |
| 28 augustus 2010 20.00u | 44' Alan Ven 69' Augusto Alves da Silva Neto | Wedstrijdverslag | 18' Kevin Oris 32' Kerem Zevne | Stadsparkstadion Toeschouwers: 2.786 Scheidsrechter: Sébastien Delferière |

|                         |                                     |                  |                                        |                                                               |
| 4 september 2010 20.00u | Antwerp FC                          | 2 - 2            | KSV Roeselare                          | Bosuilstadion Toeschouwers: 5.750 Scheidsrechter: Jimmy Verhe |
| 4 september 2010 20.00u | 5' Emmerik De Vriese 76' Kevin Oris | Wedstrijdverslag | 7' Daan De Fever 8' Bram Vandenbussche | Bosuilstadion Toeschouwers: 5.750 Scheidsrechter: Jimmy Verhe |

|                          |                    |                  |                                                           |                                              |
| 11 september 2010 20.00u | RFC Tournai        | 1 - 3            | Antwerp FC                                                | Stade Luc Varenne Scheidsrechter: Sam Loeman |
| 11 september 2010 20.00u | 13' Michaël Seoudi | Wedstrijdverslag | 53' Kevin Oris 75' Emmerik De Vriese 82' Darko Pivaljević | Stade Luc Varenne Scheidsrechter: Sam Loeman |

|                          |                           |                  |                      |                                                               |
| 18 september 2010 20.00u | Antwerp FC                | 1 - 1            | Waasland-Beveren     | Bosuilstadion Toeschouwers: 8.507 Scheidsrechter: Bart Defour |
| 18 september 2010 20.00u | 54' Alexandre Di Gregorio | Wedstrijdverslag | 50' Kristof Snelders | Bosuilstadion Toeschouwers: 8.507 Scheidsrechter: Bart Defour |

|                          |                     |                  |                                                                 |                                                                          |
| 26 september 2010 15.00u | KVK Tienen          | 1 - 3            | Antwerp FC                                                      | Julien Bergéstadion Toeschouwers: 2.957 Scheidsrechter: Jurgen Brinckman |
| 26 september 2010 15.00u | 43' Michaël Lacroix | Wedstrijdverslag | 68' Alexandre Di Gregorio 79' Kerem Zevne 91' Emmerik De Vriese | Julien Bergéstadion Toeschouwers: 2.957 Scheidsrechter: Jurgen Brinckman |

|                       |                       |                  |                                     |                                                                    |
| 2 oktober 2010 20.00u | Antwerp FC            | 1 - 2            | RAEC Mons                           | Bosuilstadion Toeschouwers: 8.250 Scheidsrechter: Frederik Geldhof |
| 2 oktober 2010 20.00u | 58' Emmerik De Vriese | Wedstrijdverslag | 47' Moussa Sanogo 79' Moussa Sanogo | Bosuilstadion Toeschouwers: 8.250 Scheidsrechter: Frederik Geldhof |

|                       |            |                  |                                                                           |                                                                     |
| 9 oktober 2010 20.00u | Antwerp FC | 0 - 4            | Lommel United                                                             | Bosuilstadion Toeschouwers: 6.500 Scheidsrechter: Laurent Colemonts |
| 9 oktober 2010 20.00u |            | Wedstrijdverslag | 29' Jeroen Ketting 35' Davy Brouwers 53' Toon Lenaerts 84' Jeroen Ketting | Bosuilstadion Toeschouwers: 6.500 Scheidsrechter: Laurent Colemonts |

|                 |                                                 |                  |                |                                                                               |
| 17 oktober 2010 | FCV Dender EH                                   | 3 - 1            | Antwerp FC     | Florent Beeckmanstadion Toeschouwers: 2.750 Scheidsrechter: Alexandre Boucaut |
| 17 oktober 2010 | Roy Meeus 22' Evariste Ngolok 40' Roy Meeus 65' | Wedstrijdverslag | Kevin Oris 56' | Florent Beeckmanstadion Toeschouwers: 2.750 Scheidsrechter: Alexandre Boucaut |

|                 |                   |                  |                                  |                                                               |
| 23 oktober 2010 | Antwerp FC        | 1 - 2            | KSK Heist                        | Bosuilstadion Toeschouwers: 4.750 Scheidsrechter: Gerd Bylois |
| 23 oktober 2010 | Thomas Phibel 88' | Wedstrijdverslag | Bram Criel 24' Bart Webers 90 +3 | Bosuilstadion Toeschouwers: 4.750 Scheidsrechter: Gerd Bylois |

## Eindstand
|    |    |                            | P  | W  | G  | V  | +  | -  | DS  | Ptn |
| -- | -- | -------------------------- | -- | -- | -- | -- | -- | -- | --- | --- |
| K  | 1  | Oud-Heverlee Leuven        | 34 | 22 | 7  | 5  | 75 | 38 | 37  | 73  |
| EP | 2  | Lommel United              | 34 | 20 | 5  | 9  | 73 | 44 | 29  | 65  |
| EP | 3  | RAEC Mons                  | 34 | 17 | 8  | 7  | 63 | 38 | 25  | 59  |
| EP | 4  | KVRS Waasland - SK Beveren | 34 | 15 | 11 | 8  | 51 | 35 | 16  | 56  |
|    | 5  | CS Visé                    | 34 | 14 | 9  | 11 | 52 | 48 | 4   | 51  |
|    | 6  | R. Antwerp FC              | 34 | 14 | 8  | 12 | 54 | 53 | 1   | 50  |
|    | 7  | FCV Dender EH              | 34 | 15 | 4  | 15 | 54 | 54 | 0   | 49  |
|    | 8  | AFC Tubize                 | 34 | 13 | 8  | 13 | 46 | 55 | -9  | 47  |
|    | 9  | KV Oostende                | 34 | 13 | 6  | 15 | 41 | 48 | -7  | 45  |
|    | 10 | KSK Heist                  | 34 | 12 | 7  | 15 | 57 | 67 | -10 | 43  |
|    | 11 | FCM Brussels               | 34 | 12 | 6  | 16 | 50 | 51 | -1  | 42  |
|    | 12 | Standaard Wetteren         | 34 | 10 | 12 | 12 | 42 | 51 | -9  | 42  |
|    | 13 | Boussu Dour Borinage       | 34 | 11 | 8  | 15 | 48 | 52 | -4  | 41  |
|    | 14 | KVK Tienen                 | 34 | 11 | 8  | 15 | 35 | 47 | -12 | 41  |
|    | 15 | KSV Roeselare              | 34 | 10 | 11 | 13 | 38 | 42 | -4  | 41  |
| ED | 16 | KV Turnhout                | 34 | 10 | 10 | 14 | 48 | 59 | -11 | 40  |
| D  | 17 | Rupel Boom FC              | 34 | 10 | 7  | 17 | 36 | 56 | -20 | 37  |
| D  | 18 | RFC Tournai                | 34 | 5  | 9  | 20 | 38 | 63 | -25 | 24  |

P: wedstrijden gespeeld, W: wedstrijden gewonnen, G: gelijke spelen, V: wedstrijden verloren, +: gescoorde doelpunten, -: doelpunten tegen, DS: doelsaldo, Ptn: totaal punten
 K: kampioen en promotie, EP: eindronde voor promotie, ED: eindronde voor degradatie D: degradatie
1895/96 · 1896/97 · 1897/98 · 1898/99 · 1899/00 · 1900/01 · 1901/02 · 1902/03 · 1903/04 · 1904/05 · 1905/06 · 1906/07 · 1907/08 · 1908/09 · 1909/10 · 1910/11 · 1911/12 · 1912/13 · 1913/14 · 1914/15 · 1915/16 · 1916/17 · 1917/18 · 1918/19 · 
1919/20 · 1920/21 · 1921/22 · 1922/23 · 1923/24 · 1924/25 · 1925/26 · 1926/27 · 1927/28 · 1928/29 · 1929/30 · 1930/31 · 1931/32 · 1932/33 · 1933/34 · 1934/35 · 1935/36 · 1936/37 · 1937/38 · 1938/39 · 1939/40 · 1940/41 · 1941/42 · 1942/43 · 1943/44 · 1944/45 · 1945/46 · 1946/47 · 1947/48 · 1948/49 · 1949/50 · 1950/51 · 1951/52 · 1952/53 · 1953/54 · 1954/55 · 1955/56 · 1956/57 · 1957/58 · 1958/59 · 1959/60 · 1960/61 · 1961/62 · 1962/63 · 1963/64 · 1964/65 · 1965/66 · 1966/67 · 1967/68 · 1968/69 · 1969/70 · 1970/71 · 1971/72 · 1972/73 · 1973/74 · 1974/75 · 1975/76 · 1976/77 · 1977/78 · 1978/79 · 1979/80 · 1980/81 · 1981/82 · 1982/83 · 1983/84 · 1984/85 · 1985/86 · 1986/87 · 1987/88 · 1988/89 · 1989/90 · 1990/91 · 1991/92 · 1992/93 · 1993/94 · 1994/95 · 1995/96 · 1996/97 · 1997/98 · 1998/99 · 1999/00 · 2000/01 · 2001/02 · 2002/03 · 2003/04 · 2004/05 · 2005/06 · 2006/07 · 2007/08 · 2008/09 · 2009/10 · 2010/11 · 2011/12 · 2012/13 · 2013/14 · 2014/15 · 2015/16 · 2016/17 · 2017/18 · 2018/19 · 2019/20 · 2020/21 · 2021/22 · 2022/23 · 2023/24 · 2024/25